# Văn học Việt Nam
Văn học Việt Nam nền văn học của người Việt Nam, bao gồm tất cả các tác phẩm văn học được sáng tác bởi người Việt Nam, không kể quốc tịch và thời đại.

## Lịch sử
Ở hậu kỳ trung đại, phần lớn các tác hại  thành văn của văn học người Việt được viết bằng chữ Hán và số ít bằng chữ Nôm. Về sau, văn học Việt Nam được thống nhất viết bằng chữ quốc ngữ.
Văn học dân gian là nền tảng của văn học viết, là chặng đầu của nền văn học dân tộc. Khi chưa có chữ viết, nền văn học Việt Nam chỉ có văn học dân gian; khi có chữ viết, nền văn học Việt Nam mới bao gồm hai bộ phận: văn học dân gian và văn học viết.
Văn học viết chịu ảnh hưởng của văn học dân gian về nhiều phương diện truyền thông ngoài xã hội thời lạc hậu, từ nội dung tư tưởng đến hình thức nghệ thuật. Văn học viết cũng có tác động trở lại đối với văn học dân gian trên một số phương diện. Mối quan hệ giữa văn học dân gian với văn học viết cũng như vai trò, ảnh hưởng của văn học dân gian đối với văn học thể hiện trọn vẹn hơn cả ở lĩnh vực sáng tác và ở bộ phận thơ văn quốc âm.
Văn học dân gian Việt Nam cũng như văn học dân gian của nhiều dân tộc khác trên thế giới có những thể loại chung và riêng hợp thành một hệ thống. Mỗi thể loại phản ánh cuộc sống theo những nội dung và cách thức riêng. Hệ thống văn học dân gian Việt Nam gồm có: sử thi, truyền thuyết, thần thoại, truyện cổ tích, truyện ngụ ngôn, truyện cười, tục ngữ, câu đố, ca dao, vè, thơ, chèo,...

## Văn học dân gian
Văn học dân gian là sáng tác nghệ thuật truyền miệng của các tầng lớp dân chúng, phát sinh từ thời công xã nguyên thủy, phát triển qua các thời kỳ lịch sử cho tới ngày nay.
Ba thuật ngữ sau đây được xem là tương đương: Văn học dân gian, sáng tác nghệ thuật truyền miệng của nhân dân, folklore ngôn từ (folklore văn học).
- Tính nguyên hợp: Biểu hiện ở sự hòa lẫn những hình thức khác nhau của ý thức xã hội trong các thể loại. Văn học dân gian không chỉ là nghệ thuật ngôn từ thuần túy mà là sự kết hợp của nhiều phương tiện nghệ thuật khác nhau, tồn taị dưới 3 dạng: ẩn (tồn tại trong trí nhớ của tác giả dân gian), cố định (tồn tại bằng văn tự) và hiện (tồn tại thông qua diễn xướng).
- Tính tập thể: Văn học dân gian là sáng tác của nhân dân, nhưng không phải tất cả nhân dân đều là tác giả. Tính tập thể thể hiện chủ yếu trong quá trình sử dụng tác phẩm.
- Tính truyền miệng: Văn học dân gian được lưu truyền từ đời này qua đời khác thông qua hình thức truyền miệng (kể chuyện).
- Tính dị bản: Văn học dân gian là sáng tác tập thể và nó không được cố định trong một văn bản, nên khi lưu truyền sang các vùng không gian khác nhau thì nó dần dà thay đổi.

Các đặc trưng trên có liên quan chặt chẽ với nhau. Tạo ra nét đặc trưng của Văn học dân gian so với văn học viết.

## Văn học viết

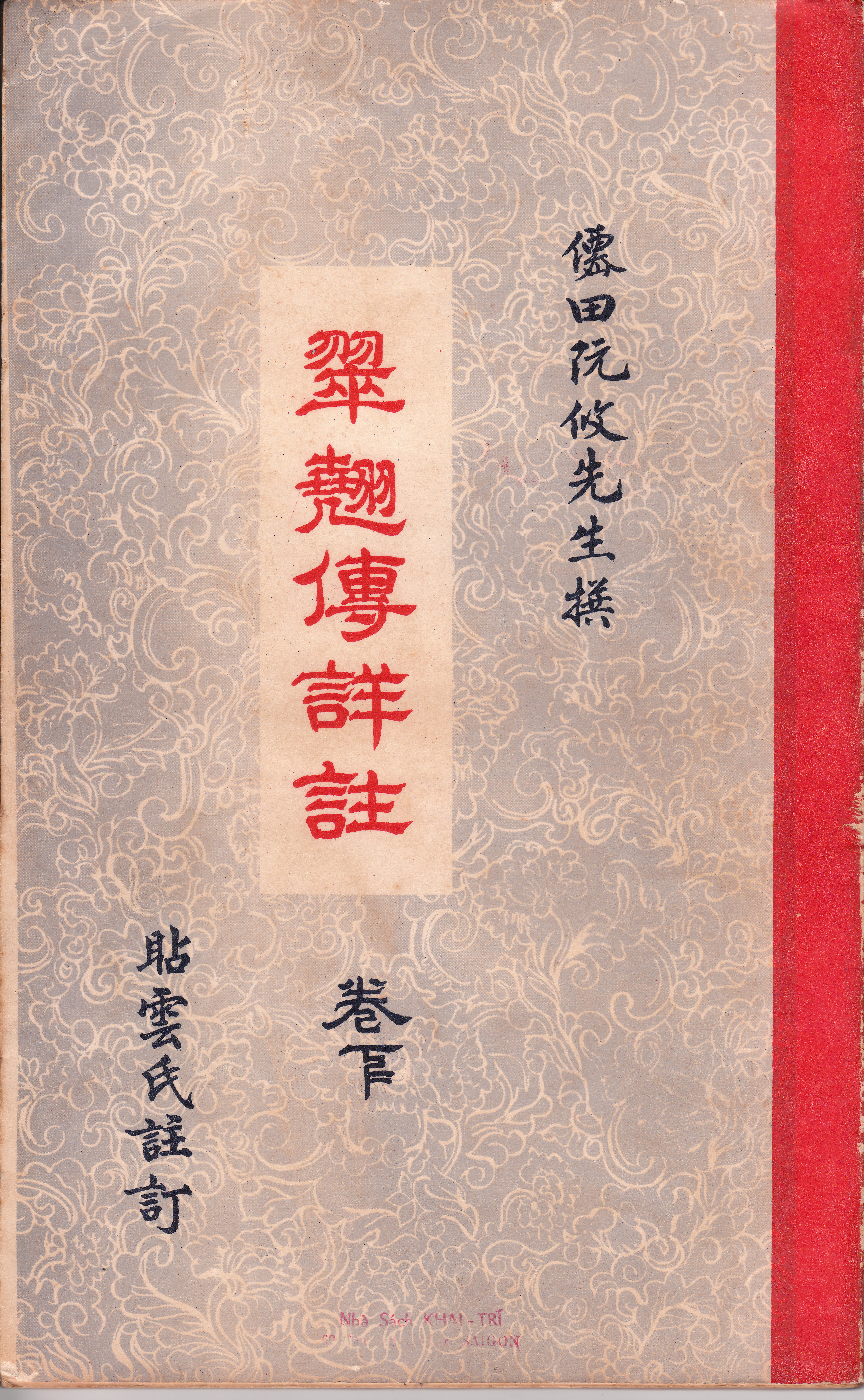
Áng văn Nôm Truyện Kiều bản Chiêm Vân Thị dưới tựa Thúy Kiều Truyện tường chú viết bằng kiểu chữ lệ thư do Bộ Giáo dục Việt Nam Cộng hòa xuất bản năm 1967.

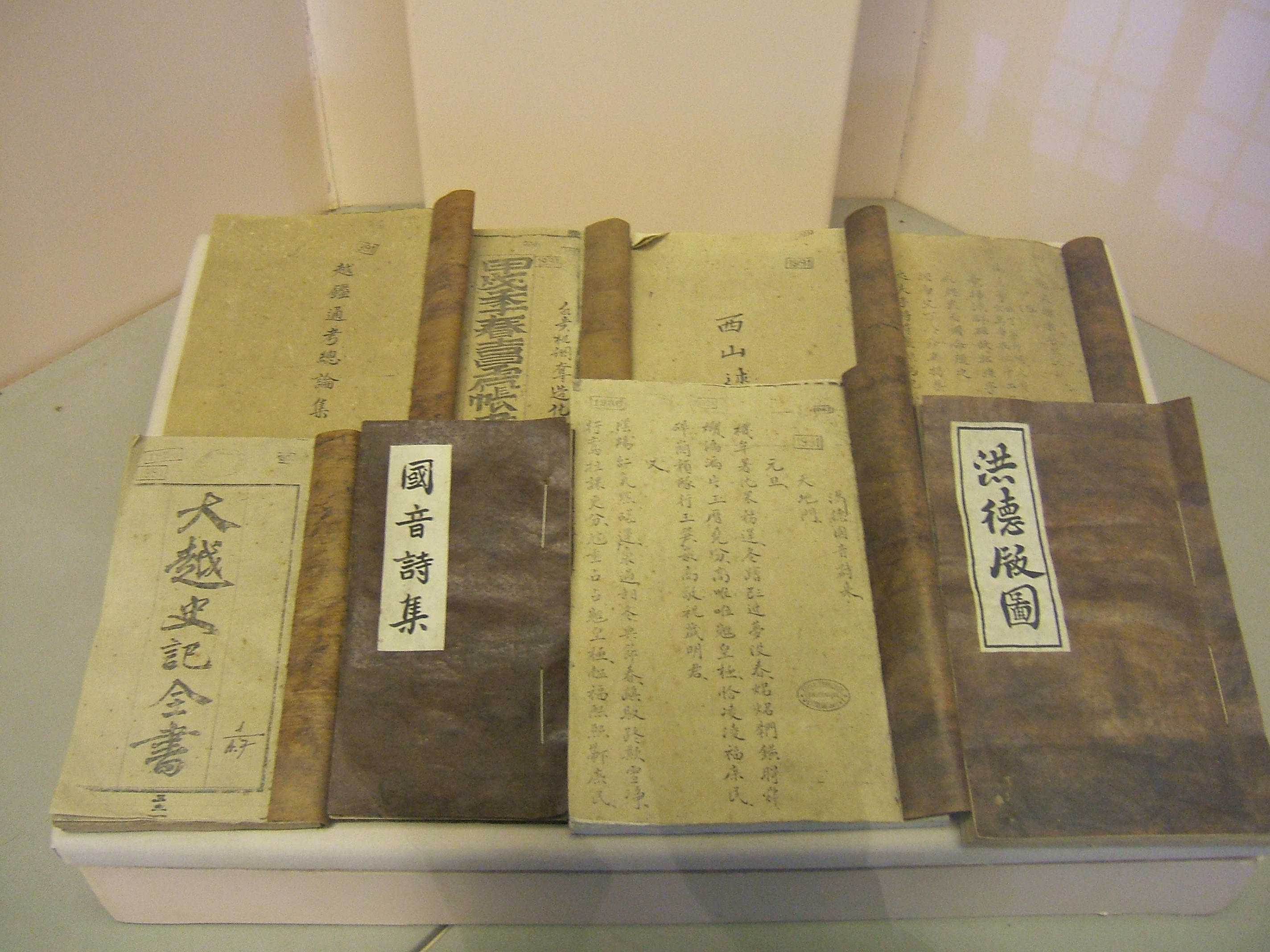
Một số tác phẩm văn học trung đại Việt Nam: Đại Việt sử ký toàn thư, Quốc âm Thi tập, Hồng Đức bản đồ (từ trái sang phải).

Xem thêm bài Lịch sử các loại chữ viết Việt Nam
Khác với văn học dân gian, văn học viết hình thành đã "mở ra một thời kỳ lịch sử mới, oanh liệt, rực rỡ" (Đặng Thai Mai). Sự va chạm gần 10 thế kỷ giữa nền Hán học và văn hóa dân gian Việt tuy có phần làm văn hóa, tín ngưỡng, phong tục cũng như nghệ thuật của dân tộc Việt bị "sứt mẻ, mất mát" nhưng cũng tác động không nhỏ đến sự ra đời và phát triển của văn học viết.
Nhiều phát hiện mới của khảo cổ học chứng minh từ thời đại Hùng Vương, người Việt đã có nền văn hóa với nhiều nét cá tính khá rõ rệt, thể hiện qua nhiều thần thoại và truyền thuyết. Tiếp theo một thời gian dài tiếp xúc với nền văn hóa Trung Quốc tiên tiến hơn nhiều mặt, người Việt đã biết cách chuyển hóa chữ Hán trên nền tảng văn hóa Việt, đọc theo thanh điệu của tiếng Việt mà vẫn hiểu được một cách chính xác các giá trị tư tưởng, văn hóa, triết học của Trung Quốc lẫn của người Việt.
Từ truyền thống văn hóa có sẵn, Hán học tiếp sức cho người Việt hình thành nền văn học độc lập của dân tộc và là nền tảng, cơ sở để sáng tạo ra chữ viết đầu tiên: chữ Nôm.
Sự thịnh vượng của Hán học thời kỳ nước Việt giành được quyền tự chủ so với thời kỳ nội thuộc cho thấy tính trang trọng, thâm trầm của loại chữ viết này rất phù hợp với kiểu nhà nước phong kiến và ý thức hệ Nho giáo lúc bấy giờ. Thời kỳ này, trường học, khoa thi đều dùng chữ Hán như "phương tiện giao tế tao nhã" để ghi chép lịch sử, truyền đạt ý chỉ, thể hiện quan hệ, tình cảm vua-tôi và các tầng lớp nho sĩ. Cùng với những thăng trầm của lịch sử, văn học viết dần có được những vận hội mới, tạo được vị trí độc lập của mình sau thời gian dài văn-sử-triết bất phân. 3 dòng tư tưởng Nho-Phật-Lão trở thành nguồn cảm hứng cho văn chương học thuật. Bên cạnh đó, đời sống tích cực gần thiên nhiên của con người thời kỳ này còn mang lại cho văn học nhiều ẩn dụ cao nhã nhưng cũng rất nhân tình.
Về mặt thể loại, hình thức; văn học viết thời kỳ đầu chủ yếu là thơ với hai loại: cổ thể và cận thể – tôn trọng khuôn phép mẫu mực của thơ ca Trung Quốc; ngoài ra theo Dương Quảng Hàm (trong quyển Văn học Việt Nam) thì văn viết trong thời kỳ đầu "có nhiều thể, nhưng có thể chia ra làm ba loại lớn" gồm:
- Vận văn: tức loại văn có vần
- Biền văn: tức loại văn không có vần mà có đối (như câu đối)
- Tản văn hoặc văn xuôi: tức loại văn không có vần mà cũng không có đối.

Cuối thế kỷ 18 trở đi, khi chữ Nôm hình thành thì văn học viết có vài chuyển biến trong sáng tác: văn học từ chiếu cung đình dần thâm nhập vào đời sống thường nhật (văn chương bình dân) và cái tôi cá nhân bắt đầu được đề cập đến. "Bà chúa thơ Nôm" Hồ Xuân Hương và Truyện Kiều (của Nguyễn Du) được xem là những thành tựu nổi bật của chữ Nôm trong văn học Việt Nam.
Từ khi có việc truyền bá chữ quốc ngữ vào Việt Nam thì diện mạo văn học có những thay đổi sâu sắc và toàn diện. Ngoài ảnh hưởng các dòng tư tưởng truyền thống phương Đông thì sự thâm nhập của phương Tây mang đến cho văn học viết con đường "hiện đại hóa" từ hình thức, thể loại đến tư tưởng và nội dung sáng tác. Riêng về thể loại nếu so sánh văn học viết Việt Nam giữa hai thời kỳ lớn: Văn học Trung đại và Văn học Hiện đại thì có thể hiểu một cách tổng quát về các thể loại chính như sau:
- Thời kỳ văn học Trung đại (từ thế kỷ 10 đến cuối thế kỷ 19) gồm: tự sự và trữ tình.
- Thời kỳ văn học Hiện đại (từ đầu thế kỷ 20 đến nay) gồm: tự sự, trữ tình, kịch.